# Horvát bán

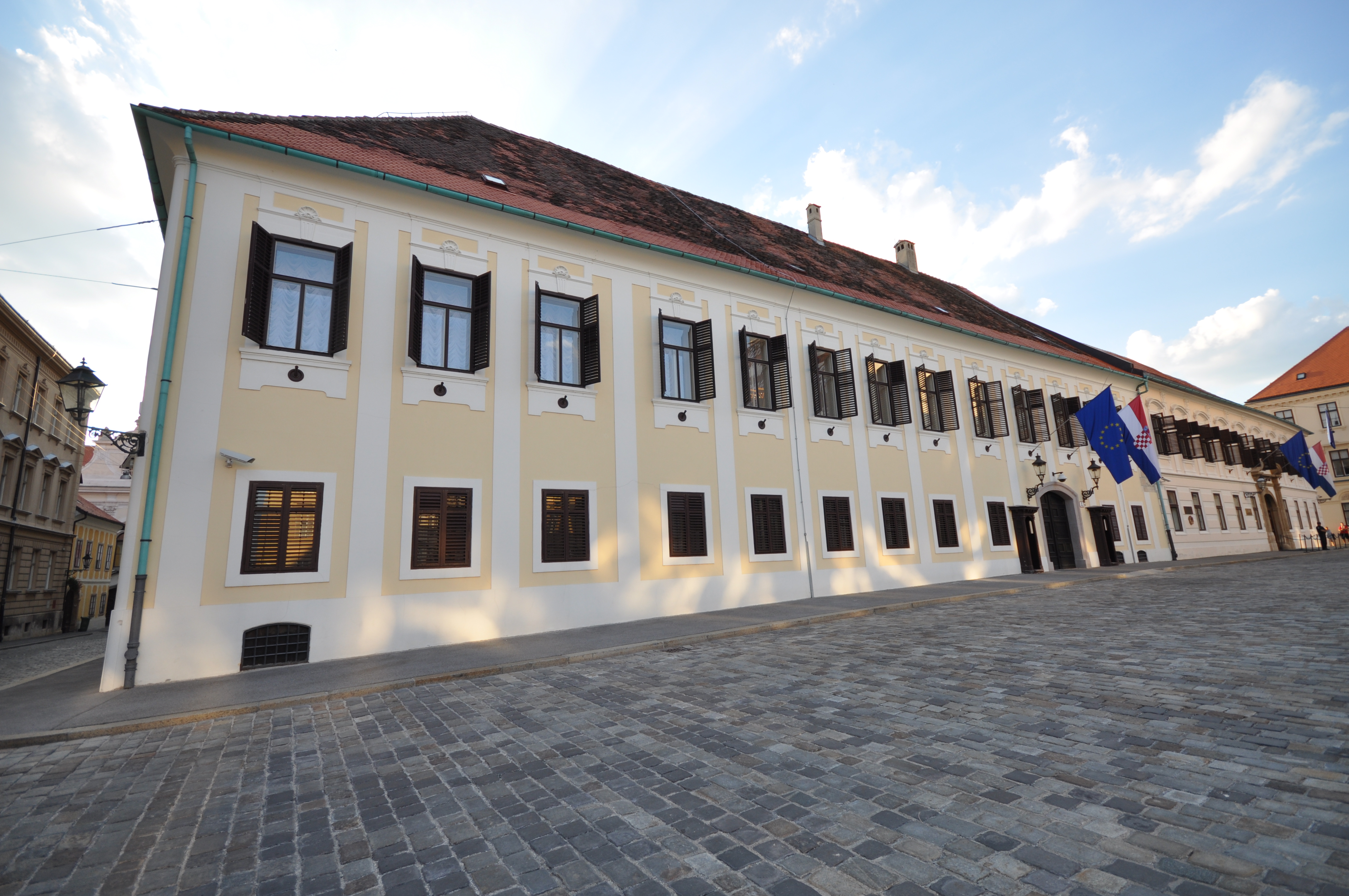
A horvát báni palota Zágrábban

A horvát bán (horvátul Hrvatski ban) volt Horvátország széles jogkörrel rendelkező vezetője, aki a királyt helyettesítette. A horvát állam legkorábbi időszakaitól kezdve egyes tartományokat a bánok uraltak. A 18. században végül a horvát bánok lettek a legfőbb kormánytisztviselők Horvátországban.
A bán állt a kormány élén. A tisztség egészen a 20. század első feléig fennmaradt, amikor is hivatalosan a parlamenti miniszterelnöki funkció váltotta fel.

## Története
Könyves Kálmán magyar uralkodót 1102-ben Horvátország és Dalmácia királyává koronázták Biogradban. Ezt követően 1105-ben egy hadjárat során elfoglalta Zárát, Trogirt, Splitet, valamint a Közép- és Észak-Dalmáciához tartozó főbb szigeteket. Az avar eredetű, Horvátországban is ismert báni különkormányzat intézményének az átültetése is Kálmán királyhoz köthető. A bánok feladata a tartomány: Szlavónia, Dalmácia és Horvátország kormányzata volt, amely elsősorban az igazságszolgáltatást, pénzügyigazgatást, a bíráskodást és a hadügyeket jelentette. A bánokat az 1210-es évekig elsősorban latin banus elnevezéssel illették, azután megjelent a banus Sclavonie (Szlavónia bánja) kifejezés. Az 1220-as évektől kezdve egy újabb elnevezés, a banus totius Sclavonie (egész Szlavónia bánja) vált kizárólagossá. Az 1160-as évekig a bánok hatalma Horvátországra és Szlavóniára terjedt ki, majd azután, hogy III. Béla visszafoglalta Dalmáciát a Bizánci Birodalomtól, Dalmácia kormányzása is a bán hatáskörébe került. Ettől az időszaktól kezdve ad hoc jelleggel a szlavón bánok helyetteseket neveztek ki maguk helyett, akiket tengermelléki bánoknak neveztek, és Horvátország illetve Dalmácia kormányzata tartozott hozzájuk. A 13. század közepétől kezdve Szlavóniában is megjelent a bánnak egy helyettese, a vicebán. Volt arra is példa a 13. század végén, hogy Horvátország és Dalmácia kormányzata teljesen elvált Szlavóniától, ekkor saját horvát bán irányította ezt a két területet.

## Bánok listája

### Horvát Királyságban (945–1075)
Főcikk: Horvát Királyság
Mirosláv és II. Krešimir királyok alatt:
945–49 körül: Pribina
Stjepan Držislav király alatt:
970–1000 körül: Godemir
Szvetoszláv király alatt:
1000–09 körül: Gvarda
II. Krešimir király alatt:
1009–35 körül: Božeteh
I. István király alatt:
1035–58 körül: Stjepan Praska
IV. Krešimir király alatt:
1058–73 körül: Gojčo
1073–75 körül: Dmitar Zvonimir
Dmitar Zvonimir és II. István királyok alatt:
1075–91 körül: Petar Snačić

### Magyar Királyságban (1102–1526)
Főcikkek: Horvát bánság, Dalmácia, Szlavón bánság

#### Az Árpád-korban (1102–1301)
Főcikk: Árpád-kor
Kálmán király alatt:
1102–05: Ugra
1105: Sergius
II. István király alatt:
1116–17: Kledin
1116–31: Elek
II. Géza király alatt:
1146–58: Beloš
1158 körül: Apa
III. István király alatt:
1163: Beloš
1164–71: Ampud
III. Béla király alatt:
1180 körül: Subanus (hivatalviseléséről csak egy hamis oklevél tanúskodik)
1181–84: Dénes
1193–94: Bár–Kalán nembeli Kalán
1195 körül: Miskolc nembeli Domonkos
Imre király alatt:
1197–1205: András herceg
1198 körül: András (a herceg által kinevezve)
1199 körül: Miklós (a király által kinevezve)
1200 körül: Benedek (a király által kinevezve)
1200 körül: Miklós (a király által kinevezve)
1202: Hontpázmány nembeli Márton (a herceg által kinevezve)
1204: Bogátradvány nembeli Ipoch (a herceg által kinevezve)
III. László király alatt:
1205–06: Gutkeled nembeli Merkur
II. András király alatt:
1206–07: Ják nembeli Csépán
1208–09: Bár–Kalán nembeli Bánk
1209–11: Merániai Berthold
1212: Kacsics nembeli Mihály
1213: Hontpázmány nembeli Márton
1213: Kán nembeli Gyula
1213–14: Kacsics nembeli Mihály
1214: Atyusz nembeli Atyusz
1215: János
1216: Pontius de Cruce
1217–18: Bár–Kalán nembeli Bánk
1219: Kán nembeli Gyula
1220–22: Atyusz nembeli Atyusz
1222–24: Atyusz nembeli Salamon
1224: Ják nembeli Márton
1225: Aladár
1226: Valeginus és Salamon
IV. Béla király alatt:
1229–35: Kán nembeli Gyula
1237–39: Gutkeled nembeli Apaj
1240: Gutkeled nembeli Miklós
1241–44: Türje nembeli Dénes
1245–47: Kán nembeli László
1247–48: Rosztyiszlav Mihajlovics
1248–59: Gutkeled nembeli István
1261–67: Rátót nembeli Roland (Rátót I. Loránd)
1267–70: Héder nembeli Henrik
V. István király alatt:
1270–72: Gutkeled nembeli Joakim
IV. László király alatt:
1272: Mojs
1272: Gutkeled nembeli Joakim
1272–73: Csák nembeli Máté
1274: Péc nembeli Dénes
1275: Gutkeled nembeli Miklós és Héder nembeli Iván
1275–76: Hontpázmány nembeli Tamás
1276–77: Gutkeled nembeli Joakim
1278–79: Gutkeled nembeli Miklós
1279–80: Tétény nembeli Péter
1280: István
1280–81: Héder nembeli Miklós
1283: Tétény nembeli Péter
1284–85: Héder nembeli János
1286: Gutkeled nembeli István
1287: Héder nembeli Miklós
1290: Babonić Radoszló
III. András király alatt:
1290: Héder nembeli János
1290–91: Héder nembeli Henrik
1292: Babonić Radoszló
1293: Héder nembeli Henrik
1294: Babonić Radoszló
1298: Borsa nembeli Kopasz
1299: Babonić István
1300: Rátót László

#### Tengermelléki (vice)bánok
1182 körül: Mór tengermelléki bán
1188 körül: Damianus tengermelléki bán és zárai comes
1189 körül: Makariás tengermelléki vicebán
1225 körül: Voinc tengermelléki bán
1243 körül: István tengermelléki bán
1259 körül: Sándor tengermelléki bán és szlavón vicebán
1259 körül: Butheco tengermelléki bán
1273 körül: Mór tengermelléki bán
1273–1312: Pál tengermelléki vicebán

#### A vegyesházi királyok korában (1301–1526)

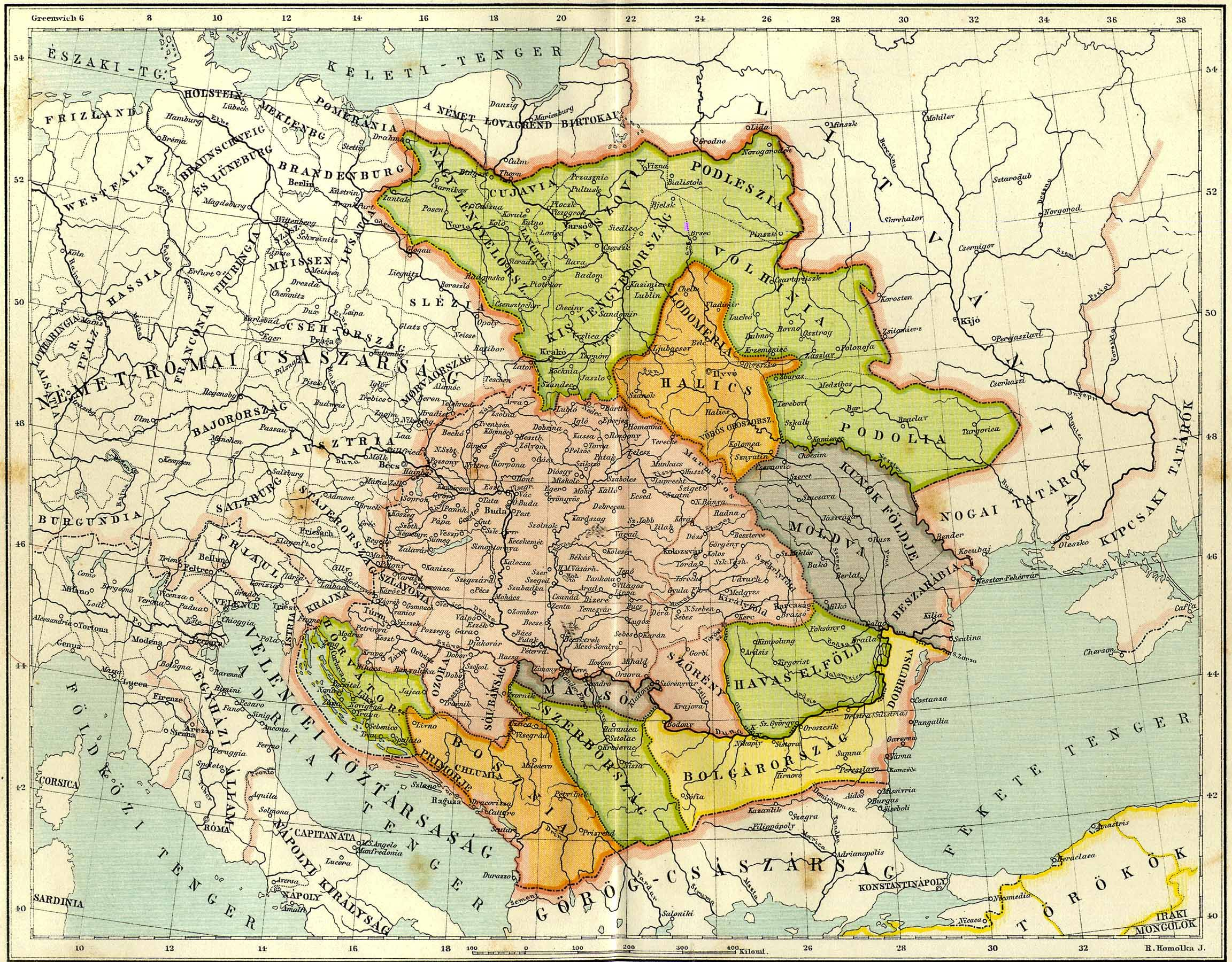
A Magyar Királyság I. Lajos király uralkodása idején a 14. században

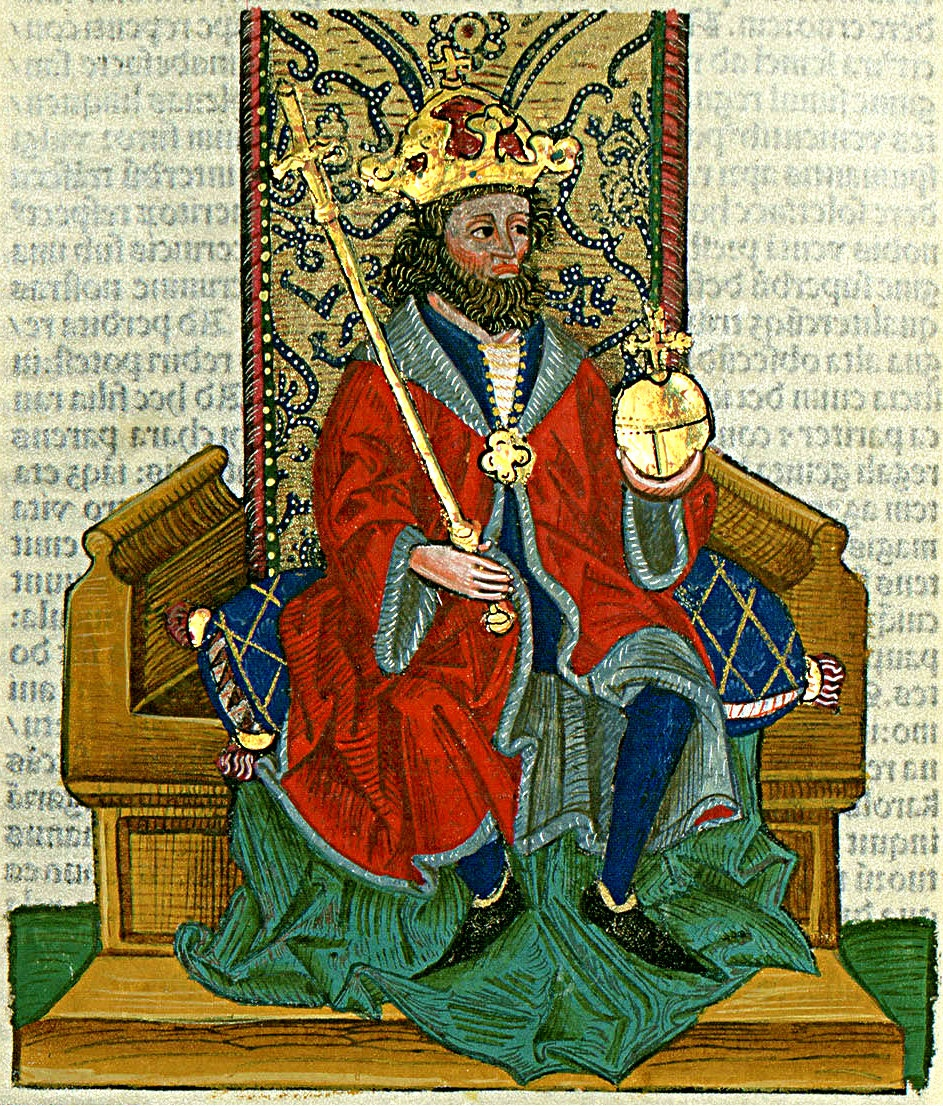
Durazzói Károly, Szlavónia hercege 1371-től, valamint horvát–szlavón bán 1372 és 1376 között, később magyar király 1385 decembere és 1386 januárja között

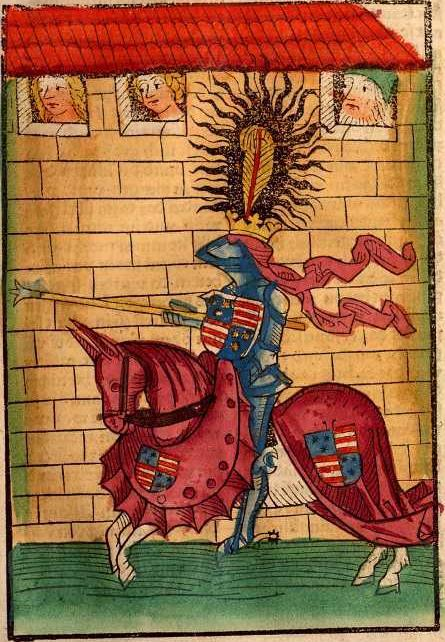
II. Hermann, Cilli grófja, bán 1406 és 1408, továbbá 1423 és 1435 között

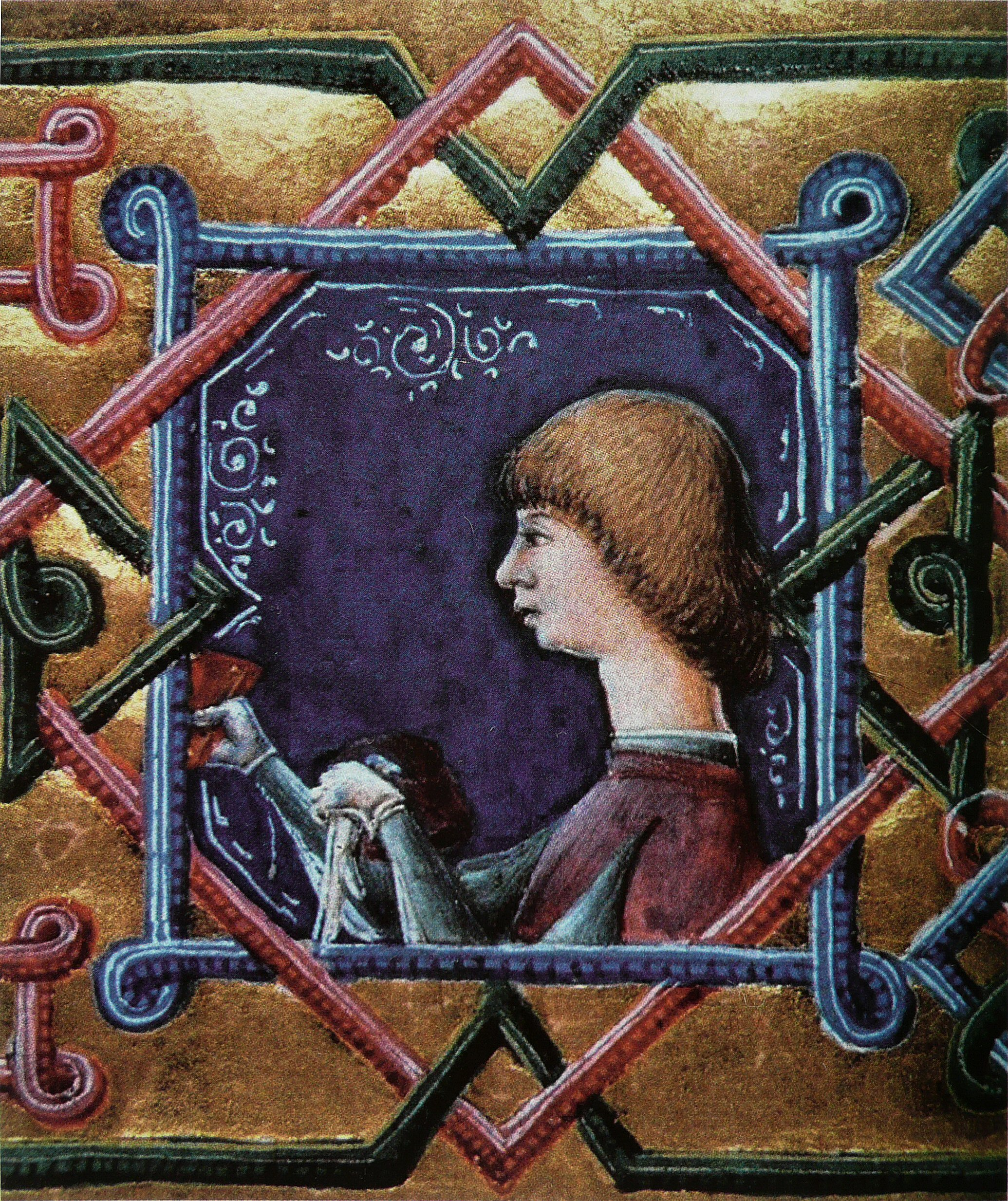
Csezmiczei János, közismertebb nevén Janus Pannonius, bán 1469 és 1470 között, valamint pécsi püspök 1459-től haláláig

Főcikk: A vegyesházi királyok kora
I. Károly király alatt:
1301–09: Kőszegi Henrik
1310–16: Babonić István
1316–22: Šubić II. Mladen
1322–23: Babonić I. János
1323–25: Felsőlendvai Miklós
1325–43: Ákos Mikcs
I. Lajos király alatt:
1343–46: Lendvai Miklós
1346–49: Szécsi Miklós
1349–50: Ugali Pál
1350–54: István, Szlavónia hercege
1350–1354: Lackfi István
1354–1356: Lendvai Miklós
1358–66: Szécsi Miklós
1366-67: Szécsényi Kónya
1368–71: Czudar Péter
1371–72: Lackfi István
1372–76: Durazzói Károly
1376–80: Szécsi Miklós
1380–83: Bebek Imre
Mária királynő alatt:
1384–85: Szentgyörgyi Tamás
1385. március–október: Kaplai János
1385–86: Garai Miklós
Mária és Zsigmond király alatt:
1387–89: Losonczi István
1389–92: Bebek Detre
1392–94: Horváti János
1394: Frangepán János
1394–97: Bebek Detre
Zsigmond király alatt:
1397–1402: Garai Miklós
1406–08: Cillei Hermann
1412–15: Csupor Pál
1415–19: Lack Dávid
1419–21: Marcali Dénes
1423–35: Cillei Hermann
1436–45: Tallóci Matkó
V. László király alatt:
1445–53: Cillei Frigyes és Cillei Ulrik
1453: Hunyadi László
1454–56: Cillei Ulrik
I. Mátyás király alatt:
1457: Marcali János
1457–63: Újlaki Miklós
1464–65: Szapolyai Imre
1466–69: Thúz János
1469–70: Csezmiczei János
1470–72: Horvát Damján
1472–73: Magyar Balázs
1473–76: Ernuszt János
1476–82: Egervári László
1482–83: Magyar Balázs
1483–89: Geréb Mátyás
1489–93: Egervári László

II. Ulászló király alatt:
1493: Derencsényi Imre és Both János
1493–95: Kanizsai László
1495–98: Corvin János
1498–99: Kanizsai György
1499–1504: Corvin János
1504–05: Balassa Ferenc
1505–07: Both András
1506–07: Marko Mišljenović
1508–09: Kanizsai György és Ernuszt II. János
1510–11: Both András
1511–13: Perényi Imre
1513–20: Beriszló Péter
II. Lajos király alatt:
1520–24: Ivan Karlović
1524–25: Ivan Tahi
1525–26: Batthyány Ferenc

### Habsburg Birodalomban (1527–1868)

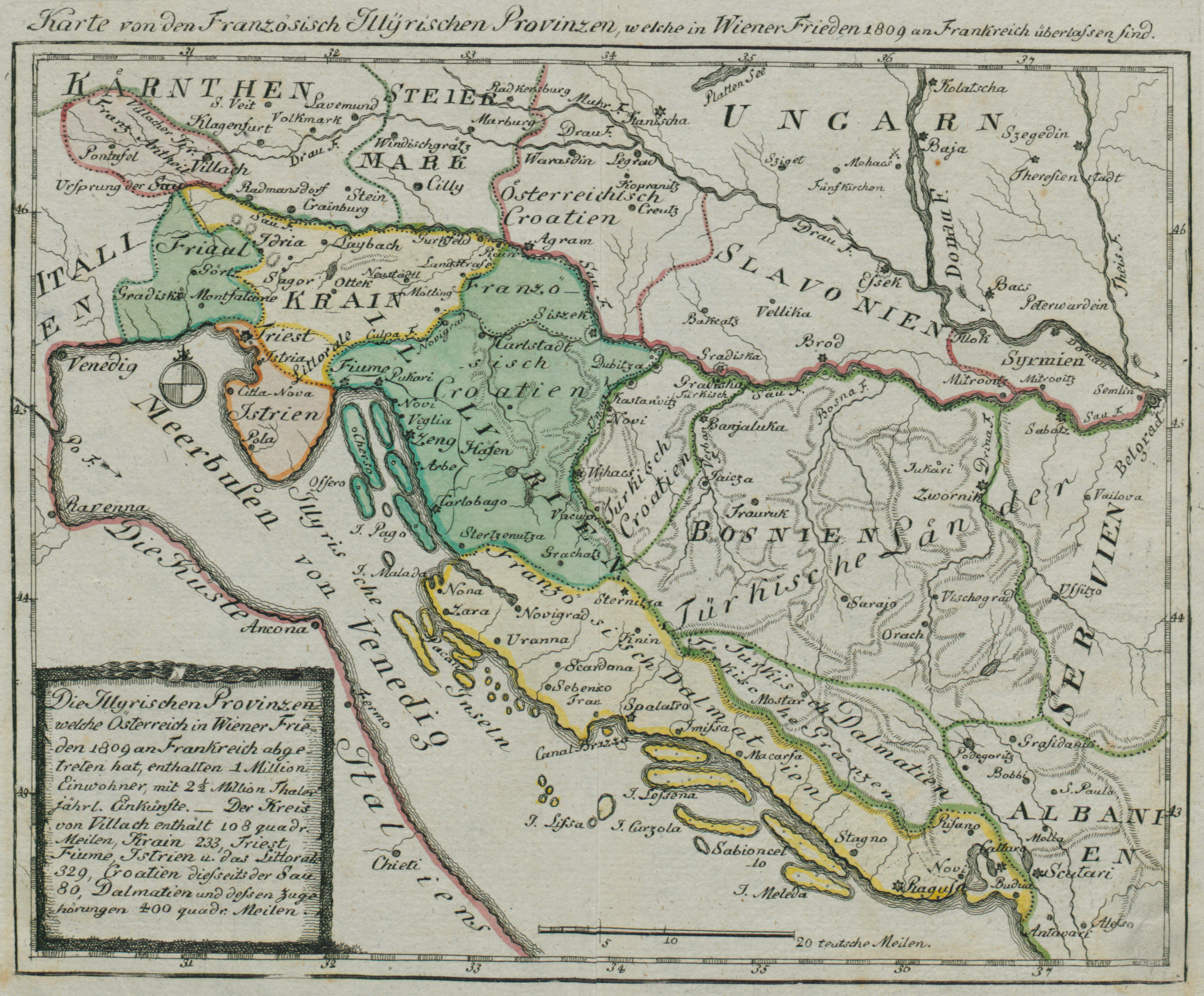
A Horvát, a Szlavón és a Dalmát Királyság 1813-ban

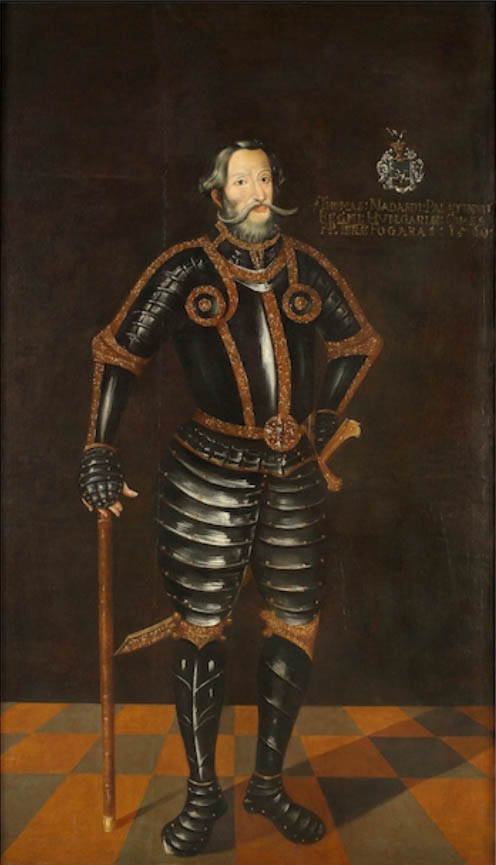
Báró Nádasdy Tamás, aki Keglevich Péterrel 1537 és 1542 között közösen bán

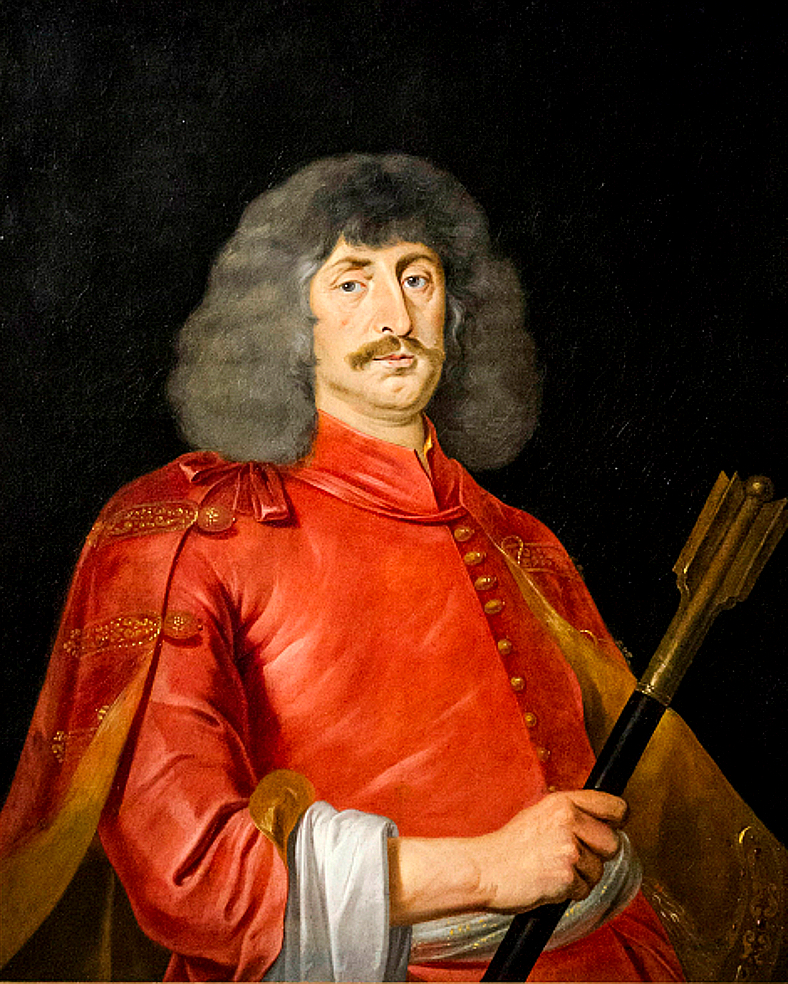
Gróf Zrínyi Miklós, bán 1647 és 1664 között

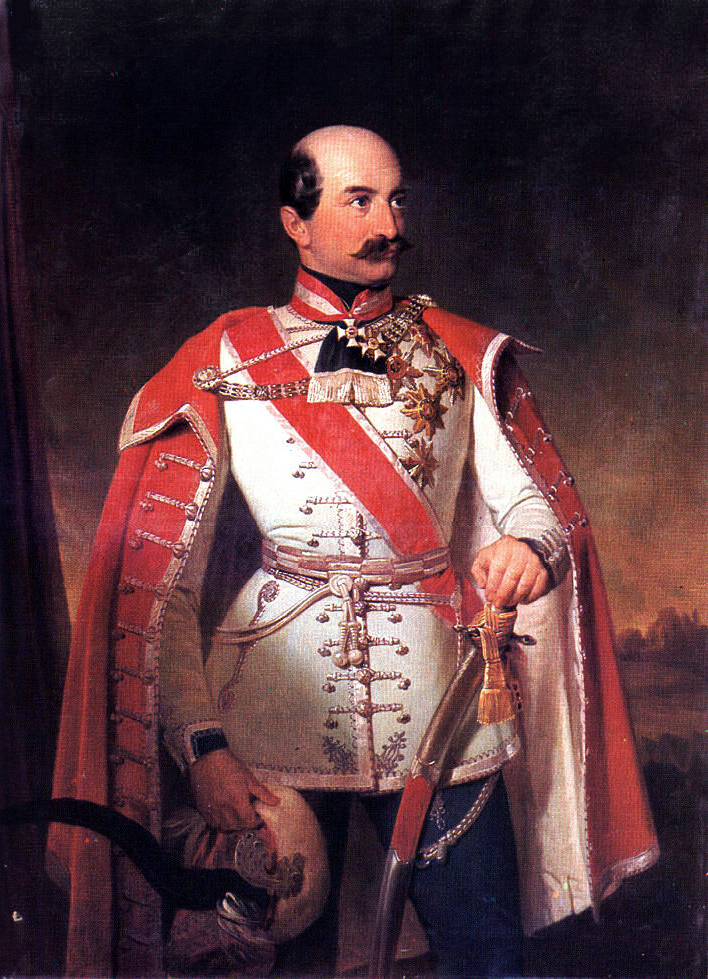
Josip Jelačić császári-királyi táborszernagy, horvát bán 1848 és 1859 között

A Horvát (1527–1868) és a Szlavón Királyság (1699–1868) területe ugyan a Magyar Királyság része maradt, de a Habsburg Birodalomba (1804-től az Osztrák Császárságba) tagolódott, különösen az utolsó időszakban közvetlen császári, osztrák irányítás alatt állt. A terület élén továbbra is a bán állt.
I. Ferdinánd császár és király alatt:
1526–27: Frangepán Kristóf
1527–31: Batthyány Ferenc
1531–34: Erdődi Simon
1535–36: Gerendi Miklós (báni helytartóként)
1537–42: Nádasdy Tamás és Keglevich Péter
1544–56: Zrínyi Miklós
1556–67: Erdődy Péter
Miksa császár és király alatt:
1567–72: Frangepán Ferenc
1567–78: Draskovich György
1574–77: Alapy Gáspár (báni helytartóként)
Rudolf császár és király alatt:
1578–83: Ungnad Kristóf
1583–95: Erdődy Tamás
1595–1606: Draskovics János
1595–96: Gašpar Stankovački (báni helytartóként)
II. Mátyás császár és király alatt:
1608–15: Erdődy Tamás
1615–16: Thúróczy Benedek
1616–22: Frangepán Miklós
II. Ferdinánd császár és király alatt:
1622–26: Zrínyi György
1627–39: Erdődy Zsigmond
III. Ferdinánd császár és király alatt:
1640–46: Draskovics János
1647–64: Zrínyi Miklós
I. Lipót császár és király alatt:
1665–70: Zrínyi Péter
1670–93: Erdődy Miklós (báni helytartóként)
1690–93: Erdődy Miklós
1693–1703: Batthyány Ádám
I. Lipóttól, I. Józsefen át, III. Károlyig:
1704–31: Pálffy János
1709–10: Esterházy Imre (báni helytartóként)
III. Károly császár és király alatt:
1731–33: Draskovich János
1733–41: Esterházy József
Mária Terézia uralkodónő alatt:
1741–42: Branyugh György (báni helytartóként)
1742–56: Batthyány Károly József
1753–56: Batthyány Ádám Vencel (báni helytartóként)
1756–83: Nádasdy Ferenc
II. József császár és király alatt:
1783–85: Esterházy Ferenc
1785–90: Balassa Ferenc
II. Lipóttól I. Ferencen át:
1790–1806: Erdődy János
I. Ferenc császár és király alatt:
1806–31: Gyulay Ignác
1832–40: Vlassich Ferenc
V. Ferdinánd császár és király alatt:
1842–46: Haller Ferenc
1845–48: Haulik György (báni helytartóként)
I. Ferenc József császár és király alatt:
1848–59: Josip Jelačić
1859–60: Johann Baptist Coronini-Cronberg
1860–67: Josip Šokčević

### Horvát–Szlavónországban az Osztrák - Magyar Monarchia részeként (1868–1919)
Főcikk: Horvát–Szlavón Királyság

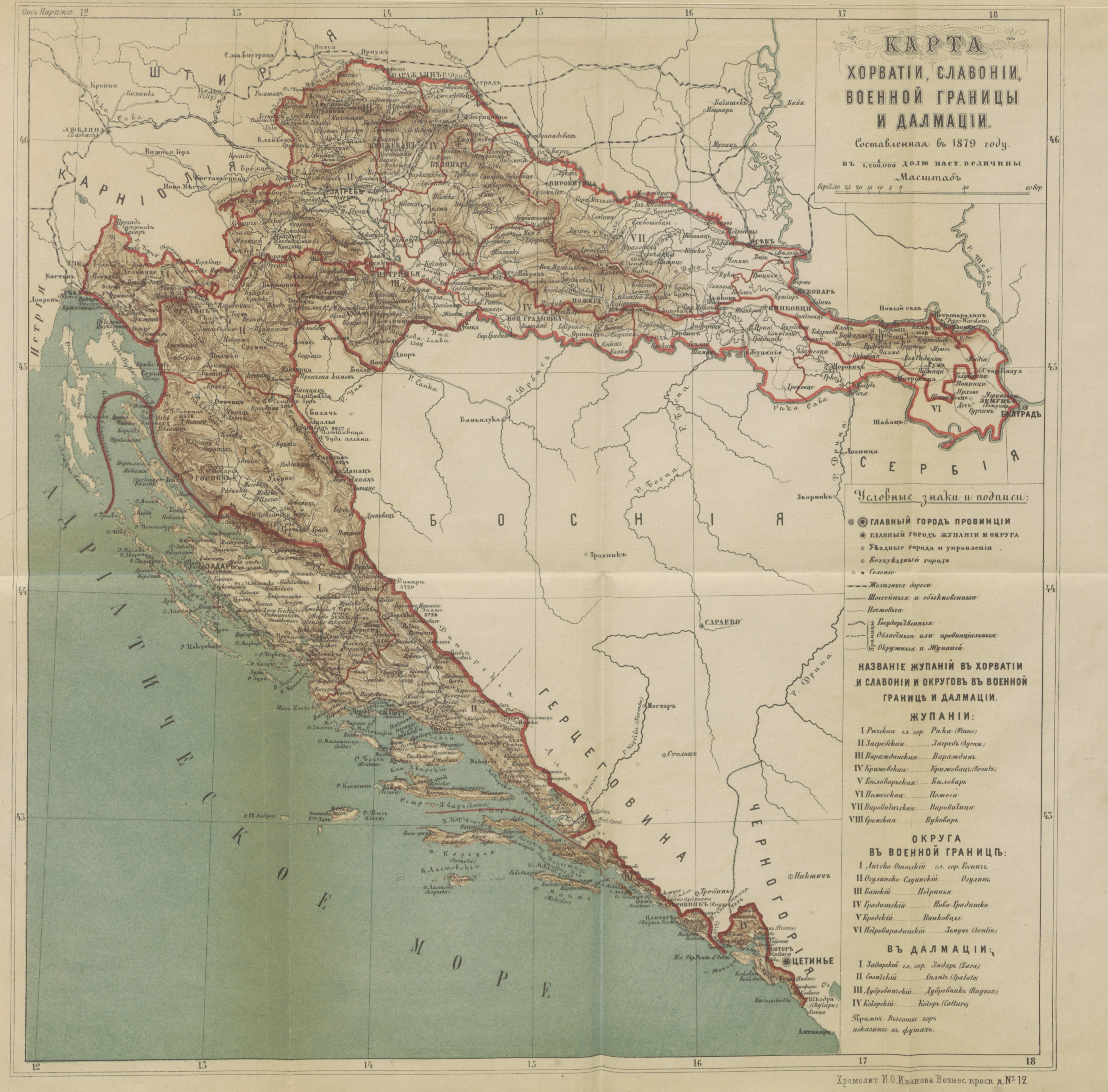
A Horvát-Szlavón Királyság térképe 1879-ben

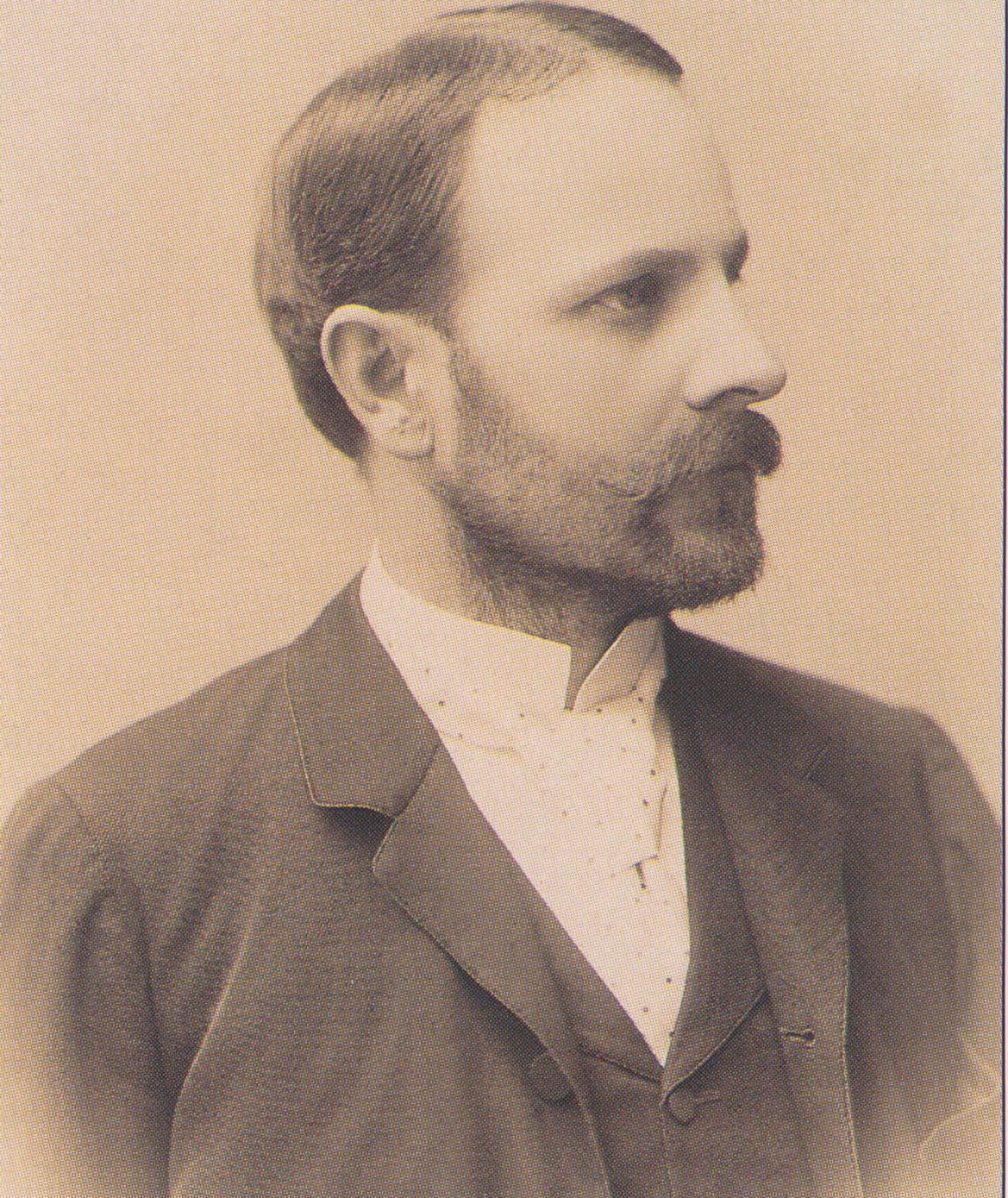
A Monarchia leghosszabb ideig regnáló bánja 1883 és 1903 között, Khuen-Héderváry Károly, későbbi magyar miniszterelnök

Miután 1867-ben, a kiegyezés következtében megalakult az Osztrák–Magyar Monarchia, 1868-ban a magyar–horvát kiegyezés rendezte a Magyar Királyság, valamint a Horvát és a Szlavón Királyság viszonyát, így létrejött a Horvát–Szlavón Királyság, mint Magyarország társországa.
Horvát–Szlavónország érdekeit a közös kormányban egy horvát–dalmát–szlavón tárca nélküli miniszter képviselte. Az országrész élén továbbra is a bán állt, akit ekkora már horvát–szlavón–dalmát bánnak hívtak.
I. Ferenc József császár és király alatt:
1868–70: Rauch Levin
1871–72: Bedekovich Kálmán
1868–73: Vakanovics Antal (báni helytartóként)
1873–80: Ivan Mažuranić
1880–83: Pejácsevich László
1883: Hermann Ramberg (királyi biztosként)
1883–1903: Khuen-Héderváry Károly
1903–07: Pejácsevich Tivadar
1907–08: Aleksandar Rakodczaj
1908–10: Rauch Pál
1910–12: Nikola Tomašić
1912–13: Slavko Cuvaj
1913–17: Skerlecz Iván
IV. Károly császár és király alatt:
1917–19: Antun Mihalović (a zágrábi Nemzeti Tanács kinevezettje)

## Külső hivatkozások
- Bán. In  A Pallas nagy lexikona. Szerk. Bokor József. Budapest: Arcanum – FolioNET. 1998.  ISBN 963 85923 2 X

- Klaus-Jürgen Matz: Ki mikor uralkodott, kormányzott (Magyar Könyvklub, 2003) ISBN 9635478496
- A horvát-szlavón-dalmát bán cikke a Katolikus lexikonban